# Alfred Caravanniez
Alfred Caravanniez, né le 7 octobre 1855 à Saint-Nazaire et mort le 30 août 1917 à Paris, est un sculpteur français.

## Biographie
Né a Saint-Nazaire où son père était venu travailler, Alfred Caravanniez est l'élève d'Aimé Millet (1819-1891) à l'École des arts décoratifs de Paris. Il s'installe par la suite à Saint-Suliac où naîtra sa fille Agnès qui se distinguera ensuite comme couturière, puis à Saint-Servan.
Une rue de Sainte-Anne-d'Auray porte son nom, ainsi qu'à Saint-Malo (Saint-Servan).

## Œuvres dans les collections publiques

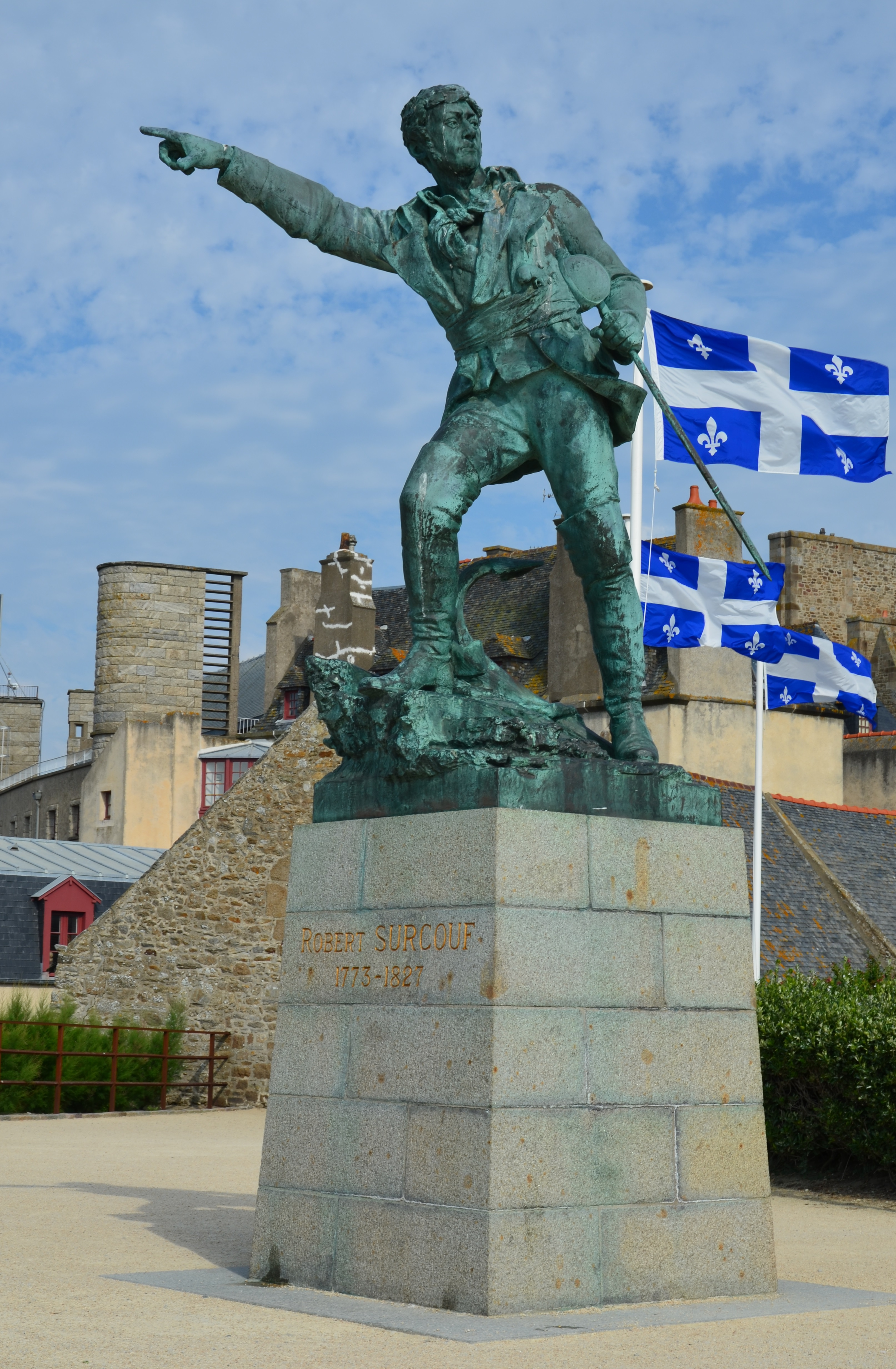
Monument à Surcouf (1903), Saint-Malo, place du Québec.

- Cholet, musée d'Art et d'Histoire : Cathelineau, jurant de défendre sa foi en 1793, 1881, réduction en terre cuite.
- Nantes, musée d'Histoire de Nantes : Anne de Bretagne, 1883, statue.
- Saint-Malo :
  - cimetière de Rocabey : Charles Pierre Rouxin, statue ornant la tombe du maire de Saint-Malo.
  - place du Québec : Monument à Surcouf, 1903, statue en bronze, fonte Leblanc-Barbedienne. Le piédestal a été remplacé par un autre moins élevé en 1958[3].
  - rocher de Bizeux : Vierge, statue.

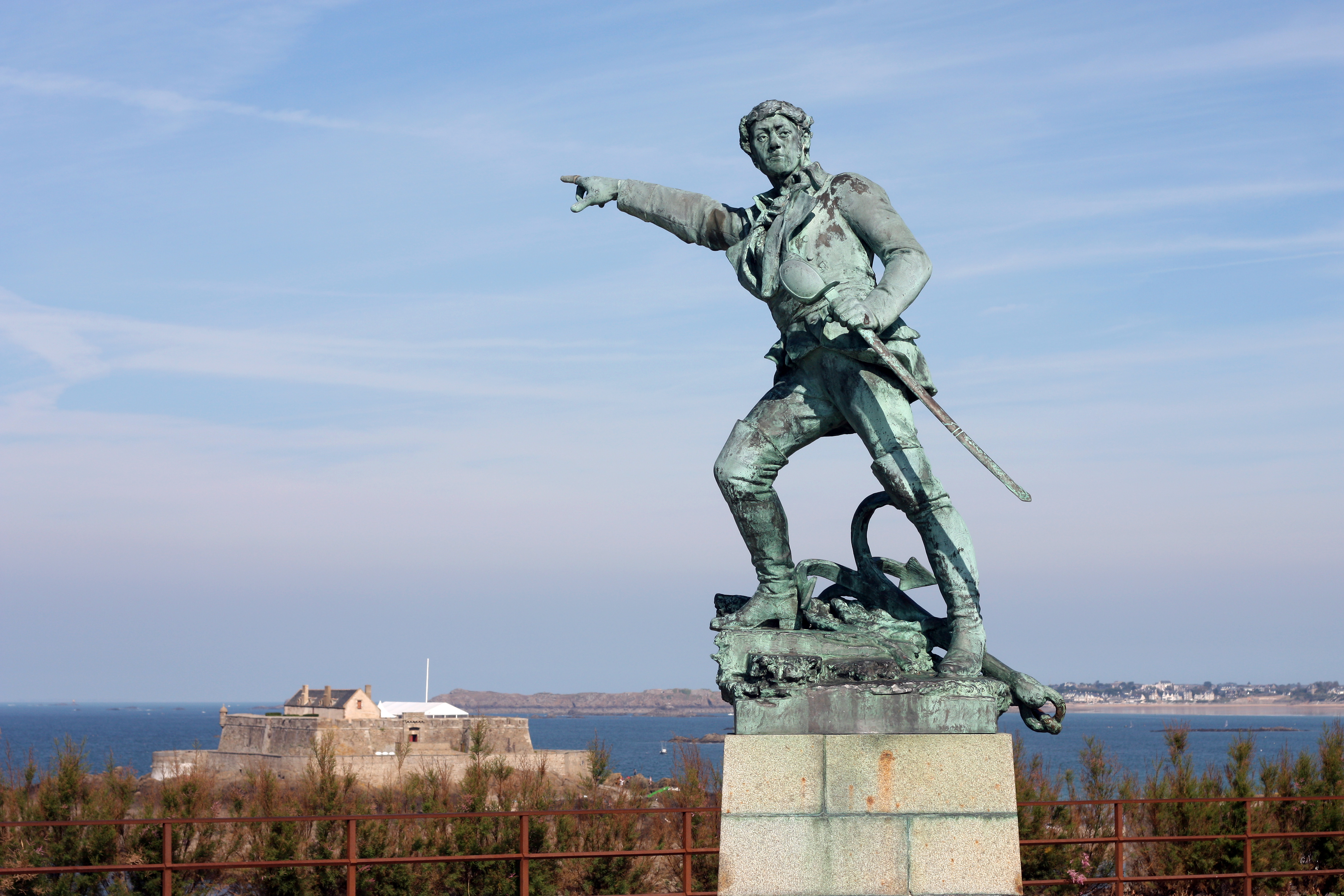
Sainte-Anne-d'Auray : Monument au comte de Chambord, 1891.  - Surcouf désignant la Grande-Bretagne alors en conflit (la perfide  Albion)
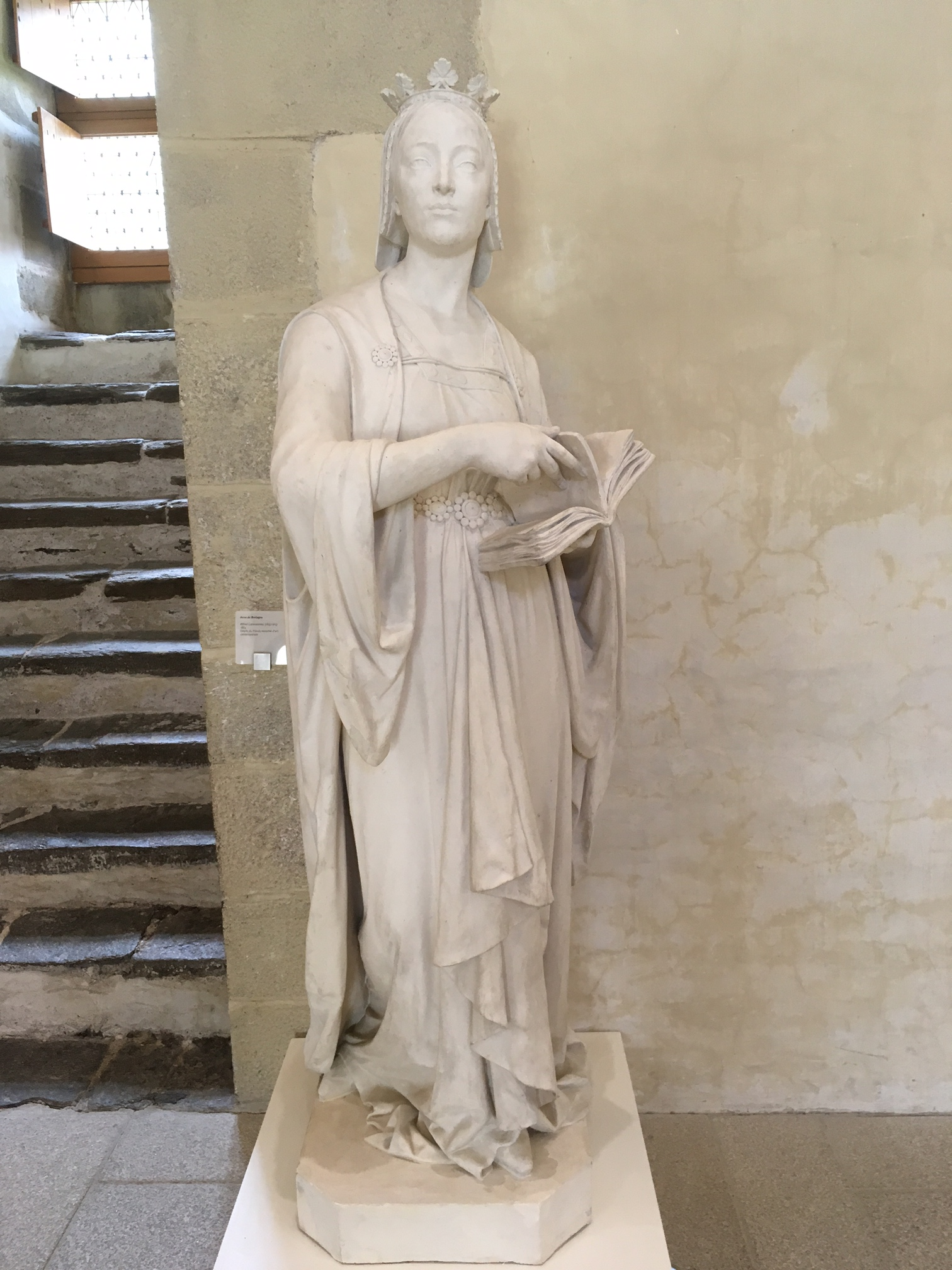
Anne de Bretagne, musée de Nantes
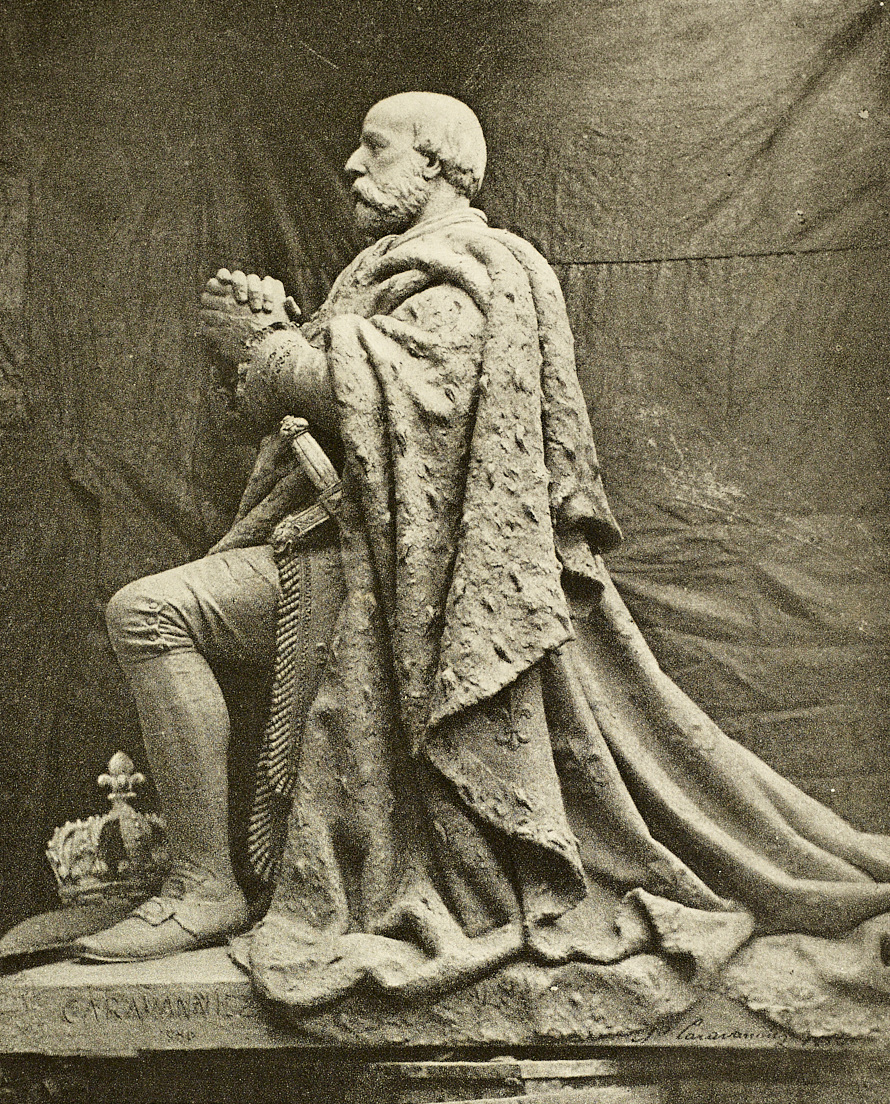
Le comte de Chambord à St Anne d' Auray
  - Anne de Bretagne, musée de Nantes
  - Le comte de Chambord à St Anne  d' Auray

## Salons
- Salon des artistes français de 1881 : Cathelineau jurant de défendre sa foi, plâtre, mention honorable.